# Hamadjoda Adjoudji
Hamadjoda Adjoudji, né en 1937 à Banyo et mort le 7 novembre 2018 à Neuilly-sur Seine en France,,, est un homme politique camerounais, ministre sous plusieurs gouvernements entre 1984 et 2004. 

## Biographie
Hamadjoda Adjoudji est née à Banyo, dans la future région de l'Adamaoua, en 1937. 
il fait ses études primaires à l’Ecole Rurale de Banyo et à l’Ecole Régionale de N'gaoundéré. Ses études secondaires se déroulent aux Cours Complémentaires de Garoua et au Collège Moderne de Garoua, où il obtient le BEPC, puis au Lycée Général Leclerc à Yaoundé, où il obtient le Baccalauréat, série Sciences expérimentales.
Après une année de préparation au lycée François 1er de Fontainebleau, il est reçu au concours d’entrée aux Ecoles nationales vétérinaires françaises en 1963. Ainsi, de 1963 à 1967, il poursuit ses études à l’Ecole Nationale Vétérinaire d’Alfort. En 1968, il soutient une thèse de Doctorat d’Etat en Médecine vétérinaire à la faculté de Médecine de Paris. Il est, par ailleurs, titulaire du diplôme de l’Institut d’Elevage et de Médecine Vétérinaire des Pays Tropicaux (IEMVT).Docteur vétérinaire de profession, il a été chef du secteur provincial de l'élevage et des industries animales de novembre 1972 à mars 1974. Il a ensuite été directeur général de la Société de développement et d'exploitation de la production animale (.) de mars 1974 à juillet 1984. .[1]
Nommé au gouvernement par le président Paul Biya au poste de ministre de l'élevage, de la pêche et des industries animales le 7 juillet 1984, Hamadjoda Adjoudji est resté dans cette position pendant plus de vingt ans. Il a finalement été remplacé en décembre 2004. Il a donc dirigé un ministère plus longtemps que quiconque dans l'histoire du Cameroun depuis l'indépendance en 1960 [3].
Après son départ du gouvernement, Hamadjoda Adjoudji est devenu président du conseil d'administration de l'Agence de régulation des marchés publics (ARMP). [5] Le président Paul Biya l'a également nommé président du conseil d'administration de l'université de N'gaoundéré le 10 septembre 2005 [6].
Le 15 mars 2007, le président Paul Biya a également nommé Hamadjoda Adjoudji pour un mandat de trois ans au Comité de coordination de la Commission nationale de lutte contre la corruption [5] [7]. Lui et les autres membres de la Commission ont prêté serment le 30 mai 2007.